# Metroplex
Metroplex est un label discographique américain de techno, basé à Détroit, dans le Michigan. Fondé en 1985 par Juan Atkins, il est le premier véritable label de techno.

## Histoire
La première publication, le morceau No UFO's, publié par Juan Atkins en 1985 sous son pseudonyme Model 500, est généralement considérée comme le premier disque de techno. Atkins publie sur Metroplex sous de nombreux autres pseudonymes tels que Channel One, Kreem (Juan Atkins, Kevin Saunderson), Triple XXX, Infiniti et Flintstones. Des singles d'Eddie Flashin' Fowlkes, Keith Tucker (membre d'AUX 88) et X-Ray (Juan Atkins, Kevin Saunderson et Derrick May) sont également publiés sur le label.
En 1993, Jazz is the Teacher, une coopération entre Atkins et les artistes berlinois 3MB (Moritz von Oswald et Thomas Fehlmann), est publié. D'autres publications dignes d'être mentionnées sont réalisées par Anthony Shakir (1993 sous le nom de Shake), Robert Hood (1996 sous le nom de The Vision), Terrence Dixon (1996 et 1997 sous le nom de Population One) et DJ Bone (1999).
La dernière publication à ce jour date de 2004. Un an plus tard, le label berlinois Tresor Records publie une rétrospective de l'œuvre du label intitulée 20 Years Metroplex : 1985-2005. 
En 2016, le label annonce des rééditions de ses anciens morceaux,.

## Discographie partielle
- M-001 - Model 500 - No UFO's
- M-002 - Model 500 - Night Drive / Transmat
- M-003 - Channel One - Technicolor
- M-004 - Model 500 - Play It Cool
- M-005 - Model 500 - Testing 1-2 / Bang the Beat
- M-006 - Eddie « Flashin » Fowlkes - Goodbye Kiss
- M-007 - Kreem - Triangle of Love
- M-008 - Model 500 - Make Some Noise / Sound of Stereo
- M-009 - Triple XXX - The Bedroom Scene
- M-010 - Flintstones - Party Race
- M-011 - Model 500 - Sound of Stereo / Off to Battle
- M-012 - Model 500 - Interference / Electronic
- M-014 - Model 500 - The Chase ;
- M-015 - Model 600 - Update (avec Mad Mike) ;
- M-016 - Rona Johnson - By Your Side ;
- M-017 - DJ Reckless Ron - Here's Your Chance Now Dance
- M-018 - Beyond All Praise - Hooked on the Hype
- M-019 - Shake - 5% Solution
- M-020 - M500 & 3MB - Jazz Is the Teacher (Juan Atkins avec Moritz von Oswald et Thomas Fehlmann)
- M-021 - Model 500 - I See the Light / Pick Up the Flow
- M-022 - Infiniti - Game One / Think Quick (avec Orlando Voorn et Moritz von Oswald)
- M-023 - Audiotech - Phase Two
- M-024 - Model 500 - Starlight (avec Moritz von Oswald)
- M-025 - The Vision - Spectral Nomad
- M-026 - Population One - Two Sides to Every Story
- M-027 - Low Res - Amuk
- M-028 - Black Noise - Nature of the Beast
- M-029 - Population One - Earth 2976
- M-030 - The Other Side Of Space - Techno Drivers
- M-031 - X-Ray / Erotek - Lock It Down / I Shall Tek Thee
- M-032 - Chaos - Dot Dot Dash / Find Your Particular Space In Time
- M-033 - People Mover - Re-Test
- M-034 - M5 - Celestial Highways
- M-035 - Aaron Carl - Down
- M-036 - X2 - DJ Bone - Riding The Thin Line
- M-037 - Mark Taylor - Do It In the Club / Silicon Alley
- M-038 - Model 500 - Outer Space
- M-039 - Kimyon Huggins - Platform View
- M-040 - Audio Tech - Dark Side
- M-041 - Population One - A Mind of His Own
- M-042 - Plural - Shifting Forward
- MCD-01 - Juan Atkins - Timeless